# Kubra (gmina)
Kubra (następnie Przytuły) – dawna gmina wiejska istniejąca na przełomie w XX/XIX wieku w guberni łomżyńskiej. Siedzibą władz gminy była Kubra.
Za Królestwa Polskiego gmina Kubra należała do powiatu kolneńskiego w guberni łomżyńskiej. 1 lutego 1871 przyłączono do niej wsie Siwki, Gnatowo, Rosochate, Kurkowo, Łyse (Lisy) i Bagienice z gminy Stawiski.
Gmina funkcjonowała jeszcze w 1883 roku i 1914 roku, lecz w wykazie z 1921 jednostka figuruje już pod nazwą gmina Przytuły.